# DDR-Skimeisterschaften 1967
Die 19. DDR-Skimeisterschaften fanden vom 1. bis zum 5. Februar 1967 im vogtländischen Klingenthal-Mühlleithen statt. In elf Entscheidungen der Nordischen Skidisziplinen Langlauf, Skispringen und Nordische Kombination, davon drei Mannschaftswettbewerben gingen Athleten an den Start. Erstmals wurde eine Meisterschaft im Mannschaftsspringen ausgetragen.

## Langlauf

### Männer

#### 15 km
Auch im zweiten Laufwettbewerb waren die Oberhofer Langläufer das Maß der Dinge. Grimmer konnte seinen Titel mit großem Abstand verteidigen. Den zweiten Platz belegte wieder Axel Lesser, der allerdings nur zwei Sekunden schneller als Enno Röder war. Der Altmeister war immerhin noch 11 Sekunden schneller als sein designierter Nachfolger Gert-Dietmar Klause. Der zweite Altmeister Helmut Weidlich gab wegen Skibruch das Rennen auf.
Datum: Freitag, 3. Februar 1967
| Platz | Sportler            | Mannschaft            | Zeit (h) |
| ----- | ------------------- | --------------------- | -------- |
| 1     | Gerhard Grimmer     | ASK Vorwärts Oberhof  | 50:50    |
| 2     | Axel Lesser         | ASK Vorwärts Oberhof  | 52:52    |
| 3     | Enno Röder          | SC Dynamo Klingenthal | 52:54    |
| 4     | Georg Kowars        | SC Harz               | 53:03    |
| 5     | Gert-Dietmar Klause | SC Dynamo Klingenthal | 53:05    |
| 6     | Helmut Unger        | SC Dynamo Klingenthal | 53:37    |
| 7     | Richter             | SC Dynamo Klingenthal | 53:42    |
| 8     | Worofka             | SC Dynamo Klingenthal | 53:46    |
| 9     | Peter Thiel         | SC Dynamo Klingenthal | 53:46    |
| 10    | Kirchner            | SC Harz               | 54:05    |

#### 30 km
Im Auftaktwettbewerb der Männer zeigte der drängende Nachwuchs mit Athleten wie Gerhard Grimmer und Axel Lesser, das die beiden bestimmenden Läufer der letzten Jahre, Helmut Weidlich und Enno Röder, ihren Zenit überschritten hatten. Der neue Meister Gerhard Grimmer hatte am Ende über 5 Minuten Vorsprung auf Helmut Weidlich. Mit Gert-Dietmar Klause gewann eine weitere starke Nachwuchshoffnung Bronze.
Datum: Mittwoch, 1. Februar 1967
| Platz | Sportler            | Mannschaft            | Zeit (h) |
| ----- | ------------------- | --------------------- | -------- |
| 1     | Gerhard Grimmer     | ASK Vorwärts Oberhof  | 1:39:36  |
| 2     | Axel Lesser         | ASK Vorwärts Oberhof  | 1:42:20  |
| 3     | Gert-Dietmar Klause | SC Dynamo Klingenthal | 1:43:39  |
| 4     | Enno Röder          | SC Dynamo Klingenthal | 1:44:38  |
| 5     | Georg Kowars        | SC Harz               | 1:45:08  |
| 6     | Helmut Weidlich     | SC Dynamo Klingenthal | 1:45:15  |
| 7     | Helmut Unger        | SC Dynamo Klingenthal | 1:46:05  |
| 8     | Peter Thiel         | SC Dynamo Klingenthal | 1:47:54  |

#### 50 km
Ohne seinen Klubkameraden Axel Lesser musste Gerhard Grimmer diesmal an den Start gehen. Dennoch zeigte er eine beeindruckende Leistung. Am Schluss hatte er, als 23. von 33 Läufern gestartet, alle vor ihm liegenden Athleten überholt und kam als erster ins Ziel. Die Altmeister Weidlich und Röder gewannen ihre letzten Meisterschaftsmedaillen.
Datum: Sonntag, 5. Februar 1967
| Platz | Sportler        | Mannschaft            | Zeit (h) |
| ----- | --------------- | --------------------- | -------- |
| 1     | Gerhard Grimmer | ASK Vorwärts Oberhof  | 2:59:30  |
| 2     | Helmut Weidlich | SC Dynamo Klingenthal | 3:05:23  |
| 3     | Enno Röder      | SC Dynamo Klingenthal | 3:07:29  |
| 4     | Georg Kowars    | SC Harz               | 3:07:41  |
| 5     | Peter Thiel     | SC Dynamo Klingenthal | 3:09:11  |
| 6     | Jürgen Wolf     | SC Dynamo Klingenthal | 3:11:22  |

#### 4 × 10-km-Staffel
In der Staffelentscheidung waren bereits beim ersten Wechsel alle Messen gesungen. Mussten sich die Klingenthaler Athleten auf den bis dahin absolvierten Laufwettbewerben den Oberhofer Läufern geschlagen geben, drehten sie diesmal den Spieß um. Schon Helmut Weidlich lief auf den Oberhofer Biathlet Egon Schnabel über vier Minuten Vorsprung heraus. Diese Hypothek konnten Axel Lesser und Gerhard Grimmer nicht mehr wettmachen. Da Grimmer außerdem noch zu Fall kam, schob sich auch noch die zweite Klingenthaler Vertretung an den Oberhofern vorbei. Insgesamt waren 17 Staffeln am Start.
Datum: Sonnabend, 4. Februar 1967
| Platz | Mannschaft                | Sportler                                                    | Zeit (h) |
| ----- | ------------------------- | ----------------------------------------------------------- | -------- |
| 1     | SC Dynamo Klingenthal I   | Helmut Weidlich Helmut Unger Gert-Dietmar Klause Enno Röder | 2:23:33  |
| 2     | SC Dynamo Klingenthal II  |                                                             | 2:27:41  |
| 3     | ASK Vorwärts Oberhof I    | Egon Schnabel Axel Lesser Kurt Albrecht Gerhard Grimmer     | 2:30:58  |
| 4     | SC Harz                   |                                                             | 2:31:54  |
| 5     | SC Traktor Oberwiesenthal |                                                             | 2:34:52  |

### Frauen

#### 5 km
Über die Kurzstrecke gelang Christine Nestler ihr vierter Meistertitel in Folge, und das recht eindrucksvoll. Am Ende siegte sie mit 20 Sekunden Vorsprung vor der erneut starken Christel Trommer. Am Vortag hatte Gudrun Schmidt noch Staffelbronze verpasst, diesmal reichte es für die Zella-Mehliserin. Allerdings trennten sie nur knappe zwei Sekunden von der Viertplatzierten Gabriele Nobis.
Datum: Sonntag, 5. Februar 1967
| Platz | Sportler          | Mannschaft                | Zeit (h) |
| ----- | ----------------- | ------------------------- | -------- |
| 1     | Christine Nestler | SC Traktor Oberwiesenthal | 16:23    |
| 2     | Christel Trommer  | SC Dynamo Klingenthal     | 16:43    |
| 3     | Gudrun Schmidt    | SC Motor Zella-Mehlis     | 16:57    |
| 4     | Gabriele Nobis    | SC Dynamo Klingenthal     | 16:59    |
| 5     | Anna Unger        | SC Dynamo Klingenthal     | 17:04    |
| 5     | Sabine Schande    | SC Motor Zella-Mehlis     | 17:12    |

#### 10 km
Im ersten Laufwettbewerb der Frauen gab es neue Meisterin. Die Klingenthalerin Anni Unger konnte auf dem letzten Kilometer noch 8 Sekunden Vorsprung auf die Vorjahresmeisterin Christine Nestler herauslaufen.
Datum: Mittwoch, 1. Februar 1967
| Platz | Sportler          | Mannschaft                | Zeit (h) |
| ----- | ----------------- | ------------------------- | -------- |
| 1     | Anna Unger        | SC Dynamo Klingenthal     | 38:32    |
| 2     | Christine Nestler | SC Traktor Oberwiesenthal | 38:40    |
| 3     | Gudrun Schmidt    | SC Motor Zella-Mehlis     | 38:51    |
| 4     | Christel Trommer  | SC Dynamo Klingenthal     | 39:28    |
| 5     | Renate Köhler     | SC Traktor Oberwiesenthal | 39:53    |
| 6     | Sabine Schande    | SC Motor Zella-Mehlis     | 40:01    |

#### 3 × 5-km-Staffel
Die Staffelentscheidung bei den Frauen war um einiges spannender als bei den Männern. Die Positionsverteilung der Läuferinnen brachte es mit sich, dass die entthronte Vorjahressiegerin über 10 km, Christine Nestler, gegen ihre Nachfolgerin auf dieser Strecke, Anni Unger, im direkten Duell antrat. Dabei bekam Unger von einer starken Christel Trommer sechs Sekunden Vorsprung mit auf den Weg. Doch das reichte nicht, am Ende lief Nestler mit 16 Sekunden Vorsprung zu Staffelgold. Die Entscheidung um die Bronzemedaille war noch dramatischer. Und da profitierte die zweite Klingenthaler Vertretung von der damaligen Zeitmessung, die noch ohne Zehntelsekunden auskam. In einem packenden Sprintduell kamen die Zella-Mehliserin Gudrun Schmidt und die Klingenthalerin Petra Vogel mit gleicher Zeit ins Ziel, Vogel lag dabei aber einen halben Meter vorn.
Datum: Sonnabend, 2. März 1968
| Platz | Mannschaft                   | Sportler                                       | Zeit (h) |
| ----- | ---------------------------- | ---------------------------------------------- | -------- |
| 1     | SC Traktor Oberwiesenthal I  | Renate Köhler Karin Scheidel Christine Nestler | 57:47    |
| 2     | SC Dynamo Klingenthal I      | Gabriele Nobis Christel Trommer Anna Unger     | 58:03    |
| 3     | SC Dynamo Klingenthal II     | Matthes Weigand Petra Vogel                    | 59:58    |
| 4     | SC Motor Zella-Mehlis I      | Sabine Schande Karin Machalett Gudrun Schmidt  | 59:58    |
| 5     | SC Traktor Oberwiesenthal II |                                                | 1:03:24  |
| 6     | SC Motor Zella-Mehlis II     |                                                | 1:05:03  |

## Nordische Kombination
Bereits nach dem Springen belegte der hoch gehandelte Nachwuchsathlet und überraschende WM-Vierte von 1966, der Klingenthaler Ralph Pöhland, den ersten Platz vor Altmeister Günter Münzner. Vorjahressieger Roland Weißpflog fand sich zunächst auf Platz 7 wieder. Doch dank einer guten Laufzeit schob sich Weißpflog vor seinem Klubkameraden Winterlich noch auf den Silberrang vor. Er konnte Pöhland als neuen Meister jedoch nicht gefährden, zu groß war der Abstand schon nach dem Springen. Pöhland wurde ob seines WM-Ergebnisses und den nachfolgenden Leistungen schon 1967 als Medaillenkandidat für die nächsten Olympischen Spiele gesehen. Kurz vor diesen floh er allerdings in die Bundesrepublik. Daraufhin wurde in späteren Publikationen Pöhlands Name als Meister aus den Meisterschaftsübersichten getilgt und Roland Weißpflog als Meister geführt.
Datum: Sprunglauf Donnerstag, 2. Februar 1967; 15 km Freitag, 3. Februar 1967
| Platz | Sportler           | Mannschaft                   | Punkte |  |
| ----- | ------------------ | ---------------------------- | ------ |  |
| 1     | Ralph Pöhland      | SC Dynamo Klingenthal        | 484,69 |  |
| 2     | Roland Weißpflog   | SC Traktor Oberwiesenthal    | 463,30 |  |
| 3     | Joachim Winterlich | SC Traktor Oberwiesenthal    | 462,53 |  |
| 4     | Lothar Düring      | SG Dynamo Johanngeorgenstadt | 458,25 |  |
| 5     | Hamann             | SC Dynamo Klingenthal        | 453,99 |  |
| 6     | W. Leonhardt       | SC Dynamo Klingenthal        | 452,72 |  |
| 7     | Eigenwillig        | SC Dynamo Klingenthal        | 443,02 |  |
| 8     | Günter Münzner     | SG Dynamo Johanngeorgenstadt | 433,62 |  |

## Skispringen

### Normalschanze
Vorjahresmeister Dieter Neuendorf, der bei der vorangegangenen Vierschanzentournee Dritter geworden war, wurde seiner Favoritenrolle gerecht und wurde erneut Meister auf der Normalschanze. Allerdings forderte ihn besonders der einheimische Bernd Karwofsky, der mit dem weitesten Sprung im zweiten Durchgang noch Horst Queck vom Silberrang verdrängte.
Datum: Donnerstag, 2. Februar 1967
| Platz | Sportler         | Mannschaft                | Punkte |
| ----- | ---------------- | ------------------------- | ------ |
| 1     | Dieter Neuendorf | ASK Vorwärts Brotterode   | 225,4  |
| 2     | Bernd Karwofsky  | SC Dynamo Klingenthal     | 222,6  |
| 3     | Horst Queck      | SC Motor Zella-Mehlis     | 218,9  |
| 4     | Wolfgang Stöhr   | SC Dynamo Klingenthal     | 216,1  |
| 5     | Veit Kührt       | SC Motor Zella-Mehlis     | 211,4  |
| 6     | Ralph Pöhland    | SC Dynamo Klingenthal     | 209,0  |
| 7     | Christoph Rölz   | SC Dynamo Klingenthal     | 208,8  |
| 8     | Manfred Eminger  | SC Dynamo Klingenthal     | 206,5  |
| 9     | Peter Lesser     | SC Motor Zella-Mehlis     | 205,4  |
| 10    | Dieter Müller    | SC Traktor Oberwiesenthal | 205,1  |

### Großschanze
Was sich in beiden vorangegangenen Sprungwettbewerben angedeutet hatte, bestätigte sich auf der Großschanze. Der Klingenthaler Bernd Karwofsky befand sich in hervorragender Form und wollte nun vor einheimischer Kulisse den Triumph perfekt machen. Und Dieter Neuendorf trug sein Übriges dazu bei, sein erster Sprung fiel mit 83,5 m zu kurz aus, während Karwofsky mit 86,5 m die Führung übernahm. Und auch im zweiten Durchgang zeigte sich Karwofsky mit Tagesbestweite von 87 m in bestechender Form und holte so den Meistertitel nach Klingenthal. Zuletzt war das 1958 Harry Glaß gelungen.
Datum: Sonntag, 5. Februar 1967
| Platz | Sportler         | Mannschaft                | Punkte |
| ----- | ---------------- | ------------------------- | ------ |
| 1     | Bernd Karwofsky  | SC Dynamo Klingenthal     | 211,2  |
| 2     | Dieter Neuendorf | ASK Vorwärts Brotterode   | 206,4  |
| 3     | Manfred Queck    | SC Dynamo Klingenthal     | 197,3  |
| 4     | Horst Queck      | SC Motor Zella-Mehlis     | 196,6  |
| 5     | Ralph Pöhland    | SC Dynamo Klingenthal     | 195,7  |
| 6     | Wolfgang Stöhr   | SC Dynamo Klingenthal     | 193,0  |
| 7     | Müller           | SC Traktor Oberwiesenthal | 192,6  |
| 8     | Josef Tonhauser  | SC Motor Zella-Mehlis     | 190,1  |
| 9     | Heinz Schmidt    | SC Motor Zella-Mehlis     | 189,7  |
| 10    | Veit Kührt       | SC Motor Zella-Mehlis     | 185,4  |

### Mannschaftsspringen
Das Mannschaftsspringen stellte eine Neuheit dar. In die Wertung gingen dabei drei von vier Springern. Hatte man zunächst ein Duell zwischen Brotterode und Klingenthal erwartet, so fiel Brotterode durch die schwachen Sprünge von Bokeloh und Alfred Lesser bereits nach dem ersten Durchgang zurück. Dafür lag die erste Zella-Mehliser Garnitur um Peter Lesser nur zwei Punkte hinter den einheimischen Klingenthalern. Vor allem durch Bernd Karwofsky, auf der Normalschanze schon Vizemeister geworden, setzte sich die Klingenthaler Mannschaft als erster Mannschaftsmeister durch. Karwofsky krönte den Wettbewerb zum Schluss mit einem 90m-Satz.
Datum: Sonnabend, 4. Februar 1967
| Platz | Mannschaft                   | Sportler                                            | Punkte |
| ----- | ---------------------------- | --------------------------------------------------- | ------ |
| 1     | SC Dynamo Klingenthal I      | Manfred Queck Rölz Wolfgang Stöhr Bernd Karwofsky   | 619,5  |
| 2     | SC Motor Zella-Mehlis I      | Heinz Schmidt Veit Kührt Horst Queck Peter Lesser   | 605,0  |
| 3     | ASK Vorwärts Brotterode      | Weber Alfred Lesser Dieter Bokeloh Dieter Neuendorf | 585,5  |
| 4     | SC Motor Zella-Mehlis II     |                                                     |        |
| 5     | SC Dynamo Klingenthal II     |                                                     |        |
| 6     | SC Traktor Oberwiesenthal II |                                                     |        |

## Medaillenspiegel
Der SC Dynamo Klingenthal war mit Abstand der erfolgreichste Sportklub. Erfolgreichster Athlet war Gerhard Grimmer mit 3 Goldmedaillen.
| Medaillenspiegel (nach allen 11 Wettbewerben) | Medaillenspiegel (nach allen 11 Wettbewerben) | Medaillenspiegel (nach allen 11 Wettbewerben) | Medaillenspiegel (nach allen 11 Wettbewerben) | Medaillenspiegel (nach allen 11 Wettbewerben) | Medaillenspiegel (nach allen 11 Wettbewerben) |
| Platz                                         | Mannschaft                                    | Gold                                          | Silber                                        | Bronze                                        | Gesamt                                        |
| --------------------------------------------- | --------------------------------------------- | --------------------------------------------- | --------------------------------------------- | --------------------------------------------- | --------------------------------------------- |
| 1                                             | SC Dynamo Klingenthal                         | 5                                             | 5                                             | 5                                             | 15                                            |
| 2                                             | ASK Vorwärts Oberhof                          | 3                                             | 2                                             | 1                                             | 6                                             |
| 3                                             | SC Traktor Oberwiesenthal                     | 2                                             | 2                                             | 1                                             | 5                                             |
| 4                                             | ASK Vorwärts Brotterode                       | 1                                             | 1                                             | 1                                             | 3                                             |
| 5                                             | SC Motor Zella-Mehlis                         | 0                                             | 1                                             | 3                                             | 4                                             |